# 吉姆·亨森
詹姆斯·莫瑞·“吉姆”·亨森（英語：James Maury "Jim" Henson，1936年9月24日—1990年5月16日）是美国著名木偶師（puppeteer），也是著名木偶剧《布偶歷險記》系列之父。他曾以木偶師與配音員身分出现在许多受欢迎的电视节目中，如《芝麻街》（Sesame Street）、《大青蛙劇場》等。並曾製作如《魔水晶》（The Dark Crystal，1982）與《魔王迷宮》（Labyrinth，1986）、《好聽的故事》（The Storyteller，1987-1988，電視影集）等以操偶演出為主的奇幻風格題材電影與電視影集。
他因感染酿脓链球菌（Streptococcus pyogenes）導致肺炎，而于1990年5月16日去世，享年53歲。

## 影視作品
- 《芝麻街》
- 《大青蛙劇場》
- 《魔王迷宮》
- 《魔水晶》
- 《好聽的故事》